# Liseuse (Matisse)
Pour les articles homonymes, voir Liseuse (homonymie).
Ne doit pas être confondu avec La Liseuse (Matisse).
Liseuse est un tableau réalisé par le peintre français Henri Matisse vers 1922. De format horizontal, cette huile sur toile représente une jeune femme lisant un livre posé sur une table ronde où se trouvent aussi une assiette de raisin et un vase de fleurs. Passée entre les mains de Pierre et Denise Lévy, l'œuvre est conservée depuis 1976 au musée d'Art moderne de Troyes, dans l'Aube. Elle a fait l'objet d'un vol le 19 novembre 1991.